# Édouard Goerg
Édouard Joseph Goerg (* 9. Juni 1893 in Sydney; † 13. April 1969 in Callian) war ein expressionistischer Maler und Grafiker.

## Leben
Goerg wurde 1893 als Sohn von Gustave Goerg und Blanche Adet in Australien geboren, wo seine Familie ein Handelshaus für Champagne-Weine gegründet hatte. 1894 zog die Familie nach London. Goergs Eltern erwarteten von ihrem Sohn, dass der das Handelshaus übernehmen würde, doch Goerg beschloss, Maler zu werden und brach mit der Familie. Er wurde Schüler von Paul Sérusier und Maurice Denis an der Académie Ranson, wo er 1913/14 studierte. Dort traf er den Maler Georges Préveraud de Sonneville (1889–1978) mit dem ihn bald eine lebenslange Freundschaft verband, und Antoine Bourdelle. 1913 und 1914 reiste er nach Italien und Indien.
Goerg diente dann im Ersten Weltkrieg bis 1919 als Soldat. Man schickte ihn an die Ostfront, dann nach Griechenland, in die Türkei und Serbien. Die folgenden 20 Jahre seines Werkes waren von diesen dramatischen Erfahrungen geprägt. .
1919 kehrte er an die Académie Ranson zurück. Dort traf er Andrée Berolzheimer, die er im folgenden Jahr heiratete. Das Paar erwarb ein Haus in Cély-en-Bière und ließ sich dort nieder. Dort drehte André Sauvage 1928 auch den Dokumentarfilm Édouard Goerg à Cély.
Der Konflikt mit seinem Vater, der bis zu dessen Tod im Jahr 1929 fortdauerte, veranlasste Goerg zu Werken, die sich gegen die scheinheilige Moral der bürgerlichen Gesellschaft richtete. Ab 1920 war Goerg eine der zentralen Personen des französischen Expressionismus. Sein Werk war bestimmt von strahlenden Farben, eigentümlichen Bildkompositionen und gesellschaftlichen Themen. Eine ganz Werkperiode war ab 1934 dem Surrealismus gewidmet, nachdem er Emmanuel Mounier und der Künstlergruppe Esprit begegnet war. In dieser Zeit arbeitete er vor allem mit Lithografien. Als Illustrator bebilderte er mehrere Bücher. Zwischen den beiden Weltkriegen wurde Goerg zunehmend bekannter und hatte erste große Einzelausstellungen. Intensiv beteiligte er sich an den Aktivitäten der Association des Écrivains et Artistes Révolutionnaires. Mit dem Ausbruch des Zweiten Weltkrieges änderten sich seine Themen. Er malte vor allem Frauen und Florales, oft in Kombination.
Während der deutschen Besatzungszeit Frankreichs weigerte sich Goerg an einer von Arno Breker für die französischen Künstler initiieren Reise teilzunehmen, während der die Künstler auch Hitler treffen sollten. Seine Frau Andrée Berolzheimer war Jüdin und hatte sich mit der gemeinsamen Tochter Claude-Lise verstecken müssen. Ihr Tod im Jahr 1944 stürzte Goerg in eine tiefe Depression. Mehrfach wurde er mit Elektroschocks behandelt. 1947 heiratete er erneut.
Gemeinsam mit André Fougeron und Édouard Pignon war er einer der Anführer der Front national des arts. Er beteiligte sich am Bildband Vaincre, der im Juni 1944 veröffentlicht wurde und dessen Einnahmen der Widerstandsorganisation der französischen Résistance Francs-tireurs et partisans zugutekommen sollten.
In den 1950er-Jahren unterrichtete der Radierung an der École nationale supérieure des Beaux-Arts de Paris und Malerei an der Académie de la Grande Chaumière. Goerg war von 1945 bis 1958 Präsident der Société des peintres-graveurs français und wurde 1965 zum Mitglied der Académie des Beaux-Arts gewählt.
1969 starb Goerg und wurde im Park seines Schlosses in Callian bestattet.

## Illustrationen
- Edgar Allan Poe: L’Ange du Bizarre. Éditions André Sauret, Paris 1947
- Jean-Paul Sartre: Der Ekel. Éditions André Sauret, Paris 1950
- François Mauriac: Le Sagouin. Galigaï, L'Agneau. Cercle du bibliophile, Paris 1969
- Franz Kafka: Der Prozess. Éditions Les Bibliophiles du Palais, Paris 1967
- William Beckford, Vathek. Èditions du Cercle des amateurs de livres et d'art typographique, Paris 1962
- Lewis Carroll, Chiméra: deux contes photographiques. Paris 1955

## Ausstellungen
- 1922: Galerie Panardie, Paris
- 1922: Salon d’Automne, Paris
- 1925: Galerie Berthe Weill, Paris
- 1928: Art Institute of Chicago
- 1929: Galerie Georges Bernheim, Paris
- 1935: Galerie Jeanne Castel, Paris
- 1937: Les Maîtres de l’art indépendant 1897–1937, Petit Palais, Paris
- 1954: Biennale di Venezia, Ausstellungen in Kairo, Alexandria und Beirut
- 1955: Ausstellungen in Sao-Paulo, Rio de Janeiro und Buenos-Aires
- 1956: Ausstellungen in Nantes (Mignon-Massart), Reims (André Droulez), Nancy (Librairie des Arts, gravures), Straßburg (Aktarius) und Lausanne (Maurice Bridel et Nane Cailler)
- 2012: L'art en guerre, Musée National d’Art Moderne, Paris